# Здание администрации парка Горького
Здание администрации парка Горького в Москве (улица Крымский Вал, д. 9, стр. 45) — утраченное историческое здание в северном углу парка, примыкавшее к Крымскому мосту и выходившее западным фасадом на Пушкинскую набережную. В его основе лежал Т-образный в плане цех  судостроительного завода «Крымский Бромлей», построенный в 1893—1895 годы по проекту Сергея Шервуда. В 1923 году цех был перестроен в павильон Всероссийской выставки, в 1931—1934 годы — в трёхэтажный административный корпус со звуковым кинотеатром на 1500 зрителей. В проектировании и художественном оформлении участвовали Александр Власов, Александр Дейнека, Любовь Залесская, Лазарь Лисицкий, Алексей Щусев, братья Пашковы, братья Стенберги и многие другие мастера. В 1942 году прямое попадание авиабомбы уничтожило зрительный зал кинотеатра, но его внешние стены устояли. С тех пор в течение более восьмидесяти лет здание существовало как два обособленных объёма, между которыми находились не видимые с улицы руины. В начале 2025 года здание было полностью снесено.

## «Крымский Бромлей»

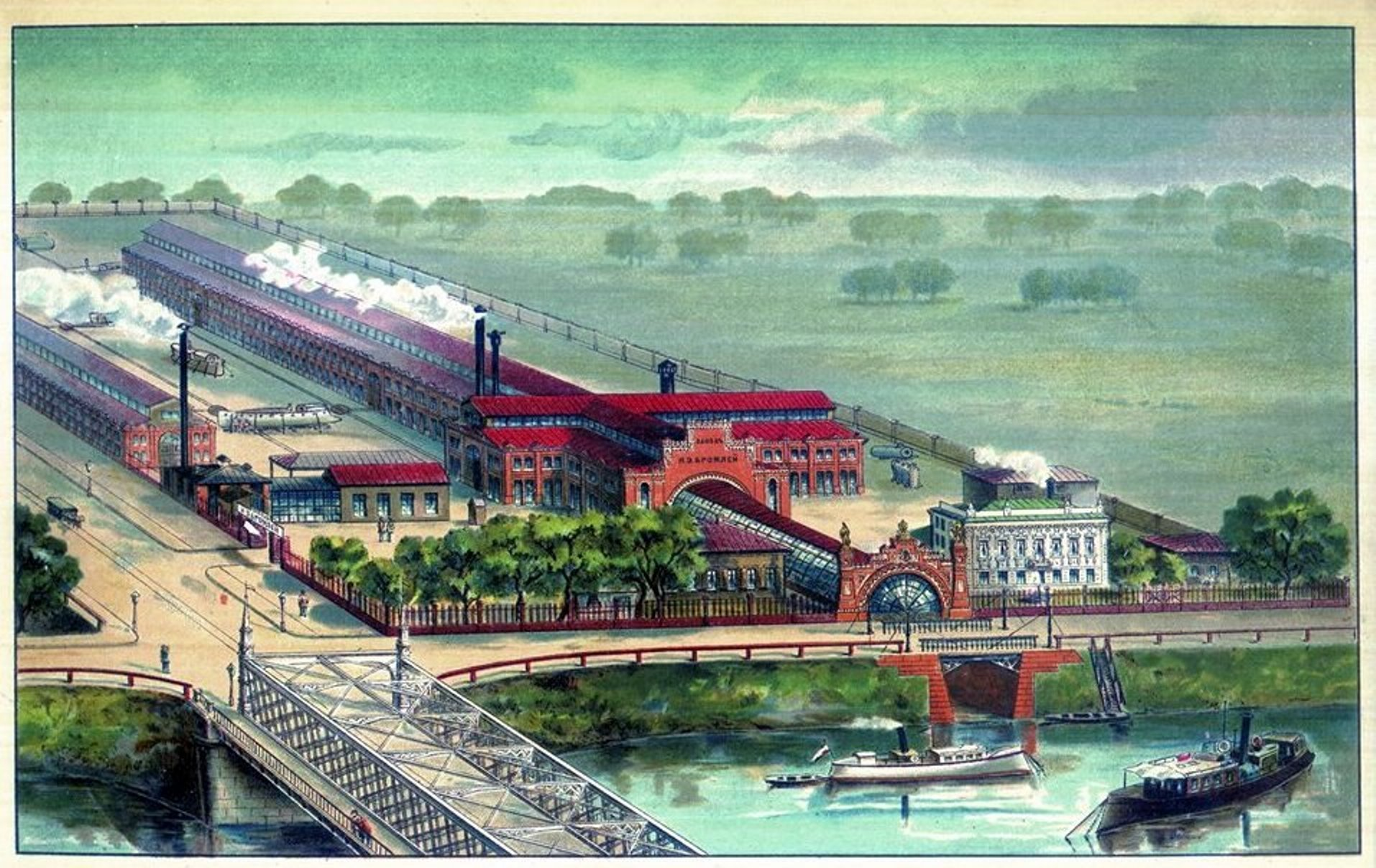
Завод «Крымский Бромлей». Рекламное изображение 1894—1895 годов. В центре — красное Т-образное здание постройки 1893—1895 годов и остеклённый эллинг. Правее эллинга — жилой дом В. В. Бромлей и С. В. Шервуда. Уходящие вдаль заводские цеха не были реально построены.

Улица Крымский Вал возникла в начале XIX века на месте срытых укреплений Земляного вала. Низменная, часто подтопляемая пойма реки Москвы долгое время оставалась незастроенной; лишь у самого Крымского моста располагались дворы отставного чиновника Якимова, в середине XIX века перешедшие во владение купцов Свешниковых. В 1879 году дома Свешниковых сгорели, и владельцы стали сдавать участки под открытые склады. Одним из арендаторов был Николай Бромлей — сын совладельца заводов «Бромлей» Эдуарда Бромлея. В 1889 году отец выделил сыну капитал для учреждения собственного, самостоятельного предприятия. Сын выкупил участок у Свешниковых и поручил брату жены, архитектору Сергею Шервуду построить на нём судостроительный завод.
Первое капитальное здание традиционной кирпичной архитектуры Шервуд построил в 1893 году. В 1894 году под ним вырыли подвальный этаж и пристроили со стороны реки трёхэтажный объём с аркой для пропуска судов и наклонный остеклённый эллинг для спуска судов на реку. В 1895 году Шервуд пристроил с севера новый корпус, продлив здание до Крымского Вала, — так сформировался современный Т-образный план здания. Внутри него сохранился брандмауэр, разделяющий постройки 1893—1894 и 1895 годов.
«Крымский механический пароходостроительный, чугунно-литейный и котельный завод Н. Э. Бромлей», сокращённо «Крымский Бромлей», не принёс основателю прибыли. В 1902 году произошёл пожар, потребовавший дорогостоящего ремонта, в 1905 году — революционные волнения, в 1908 году — наводнение. К 1910 году завод перешёл во владение предпринимателей-застройщиков, которые возвели на пустоши вдоль Крымского Вала два шестиэтажных доходных дома и собирались строить третий на месте заводских построек. Цеха завода арендовал «Варшавский арматурный завод М. С. Плотникова». Местность вокруг по-прежнему оставалась малозаселённой окраиной, не интересной ни жителям, ни краеведам и фотографам (известны лишь единичные фотографии завода и прилегающей застройки). Авторы советской эпохи утверждали, что до революции 1917 года здесь образовались обширные свалки, но архивные источники это опровергают. До 1917 года территория поддерживалась в порядке, а свалки возникли уже в послереволюционные годы.

## Кустарный павильон Всероссийской выставки
В 1922 году советское государство приняло решение провести в Москве Всероссийскую сельскозяйственную и кустарно-промышленную выставку. Оргкомитет, рассмотрев несколько вариантов, выбрал ближайший к центру участок — пойму от Бабьего городка до Нескучного сада. Предполагалось, что по завершении выставки облагороженный участок превратится в городской парк. Главным архитектором выставки стал Алексей Щусев — разработчик плана «Новая Москва», его помощником — Вячеслав Олтаржевский, главными художниками — Игнатий Нивинский и Александра Экстер, а конкурс планировочных решений выиграл Иван Жолтовский. По плану Жолтовского бывший «Крымский Бромлей» (в то время занятый мастерскими Всероссийского товарищества образовательно-производственных ассоциаций) и доходные дома на Крымском Валу подлежали сносу — на их месте размещалась входная площадь и центральные павильоны выставки. Жилые дома вскоре снесли, а здание завода было решено сохранить, очистить от малоценных пристроек и приспособить под выставочный павильон кустарных промыслов. Работы на «Крымском Бромлее» возглавил сам Щусев, уже имевший опыт проектирования выставочных пространств в Венеции, Одессе и Санкт-Петербурге. Соавтором Щусева и основным составителем чертежей стал его помощник на постройке Казанского вокзала Андрей Снигарёв.
В первом проекте Щусев (вероятно, в марте 1923 года) предложил декорировать завод в авангардистской манере. Белоснежные фасады сохраняли исторические пилястры, которые украшались цветными майоликовыми вставками. Кровля частично становилась плоской для устройства смотровой площадки и трибуны, частично — украшалась сложной конструкцией шпилей и флагштоков. Жолтовский, стремившийся к единообразно классической стилистике всей выставки, с эти решением не согласился, и Щусев переделал проект сначала в манере упрощённой готики, а затем московского барокко. Отработанные на этом этапе барочные мотивы Щусев позже использовал в оформлении Казанского вокзала, который архитектору пришлось упростить по сравнению с дореволюционным проектом, и Центрального дома культуры железнодорожников.
Окончательный образ павильона сложился к 13 апреля, а детальные рабочие чертежи и обмеры были выполнены в апреле-июне 1923 года. Работы начались со сноса второстепенных пристроек и расчистки внутренних объёмов завода. Со всех четырёх сторон света, строго по осевым линиям корпусов, были прорублены входы для посетителей. Арка западного объёма, предназначенная для спуска судов на воду, стала главным входом павильона и была увенчана 18-метровой деревянной башней со шпилем. В центре противоположного, восточного, фасада строители поставили невысокую башенку с часами; во внутреннем брандмауэре прорубили широкую арку, объединившую северный и южный залы в многосветный атриум. Металлический каркас, несущий галереи второго этажа и кровлю, был сохранён и частично обшит деревом. Колористикой фасада занимались Александр Дейнека и Андрей Снигарёв; предложенные ими полихромные варианты Щусев отверг. Цвета, в которые был фактически выкрашен павильон, достоверно не известны; вероятно, что использовалось сочетание красного, белого и чёрного цветов, предложенное Нивинским для главного входа и главного павильона выставки. Майоликовые панно и плитки разработал гжельский керамист Яков Голубев, внутренние лестницы — Владимир Мовчан. Георгий Пашков и Николай Пашков создали эскизы крупноформатных живописных панно в красно-жёлто-чёрных тонах — но неизвестно, были ли эти панно осуществлены. Фотофиксация оформительских работ не проводилась, а во время выставки фотографов интересовали лишь её экспонаты.
После закрытия выставки кустарный павильон был приспособлен под рабочий клуб «Гознака». Фасады сохранили щусевский декор, а внутреннее пространство изменилось: новые хозяева разделили атриум на обособленные помещения, переделали лестницы. 12 августа 1928 года бывшее пространство выставки вновь открылось как парк культуры и отдыха. Старые деревянные павильоны, по неудачному решению Белы Уитца, перекрасили в тёмно-красный цвет, но кустарный павильон изменения не затронули. До 1930 года бо́льшую его часть занимал гознаковский клуб, меньшую — «техникум массовой работы» парка.

## Перестройка 1930-х

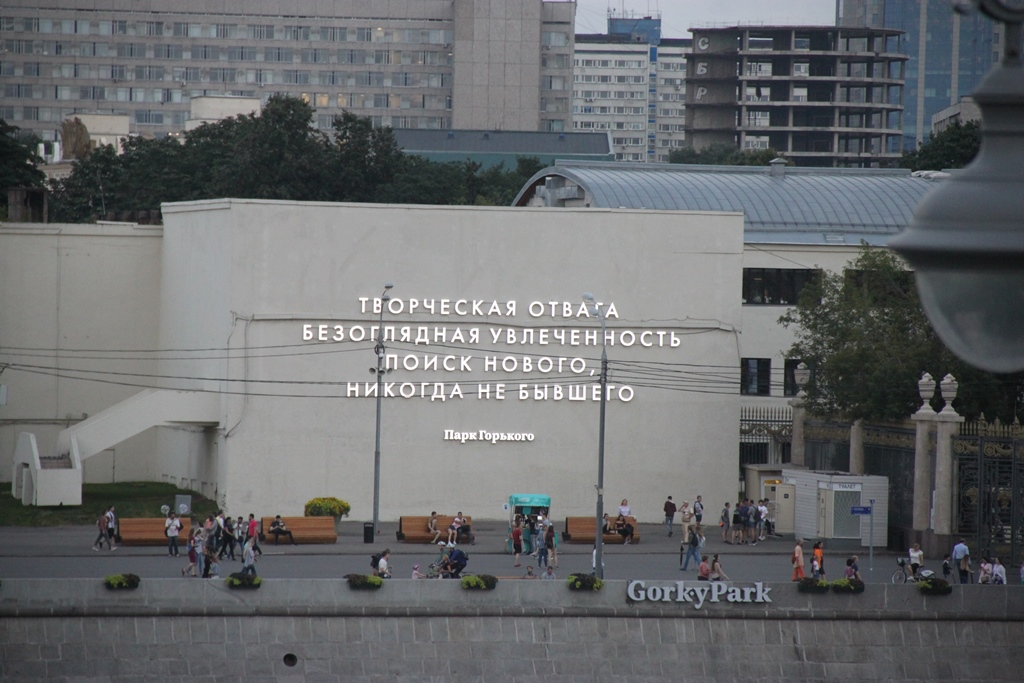
Вид на западное крыло с противоположной стороны реки, фото 2018 года. Глухая торцевая стена была предусмотрена ещё проектом Лисицкого и Залесской. За ней — пустота, руины и выросшие на них деревья: разрушенный в 1942 году кинотеатр так и не был восстановлен.

Во второй половине 1929 года должность главного архитектора парка культуры и отдыха занял Лазарь Лисицкий. Лисицкий публично призывал к расширению парка на Воробьёвы горы и в Лужники, а на практике занимался проблемами «старой» части парка, сложившейся в 1920-е годы. В число его первоочередных задач входило и приспособление бывшего клуба Гознака под нужды дирекции парка.
Проект реконструкции, составленный Лисицким и Любовью Залесской к сентябрю 1930 года, предусматривал надстройку несущих стен до трёх этажей и оформление фасадов в конструктивистской стилистике. Внутренний металлический каркас «Крымского Бромлея» плохо подходил для задуманных целей но архитекторы решили его сохранить без изменений. Окна всех этажей расширялись и упрощались, часть из них становилась ленточными. Главный вход в здание, выделенный прямоугольным эркером третьего этажа, располагался в центре восточного фасада (со стороны парка). Арку западного фасада, обращённую к реке, следовало заложить; на её месте образовывался квадрат глухой стены, визуально «парящий» над ленточным остеклением первого этажа. Крупнейшее помещение, зал заседаний на 500 человек, размещалось во втором этаже западного крыла. Позже, в 1931 году, Лисицкий предложил устроить на этом месте кинотеатр на 750 человек.
Работы по проекту Лисицкого и Залесской, начатые в феврале 1931 года, затянулись из-за недостатка материалов. Год спустя, когда северное крыло (со стороны Крымского Вала) уже было завершено, Лисицкий по состоянию здоровья ушёл из проекта. Главным архитектором парка стал Александр Власов, а перепроектирование и достройку здания администрации поручили Василию Войнову; позже по инициативе Бетти Глан и по рекомендации Жолтовского к проекту присоединился бразилец Родриго Дакоста. Плановая вместимость кинотеатра увеличилась до 1500 человек. Вписать зал такого объёма в существующий силовой каркас было невозможно, и Войнову пришлось радикально его переделать. Пробитый в 1923 году проём в брандмауэре заложили наглухо, металлические колонны 1890-х годов в центральной части здания демонтировали и заменили новым каркасом из монолитного железобетона. Кинозал занял второй и третий этажи центрального объёма; главный вход и киноустановка располагались с востока, а экраном служила глухая стена западного крыла. В первом этаже под кинозалом расположилась спроектированная Дакостой лыжная база.
Войнов дополнил фасады вертикальными (сплошное остекление лестничных клеток) и горизонтальными (карнизные тяги) акцентами, в торцах южного и западного крыльев появились круглые окна и внешние лестницы — так чисто конструктивистское здание приобрело черты постконструктивизма. Отделкой интерьеров и фасадов занимались Александр Дейнека и братья Стенберги. Монументальные панно, предложенные Дейнекой для восточного и западного фасада, не были осуществлены: администрация предпочла размещать на их месте рекламу фильмов.

## Эксплуатация, запустение и частичная реконструкция

План здания в 2023 году. Красным цветом выделены обитаемые части здания, тёмно-серым — открытые руины, светло-серым — временные навесы

Кинотеатр в парке Горького открылся 6 августа 1934 года демонстрацией фильма «Предательство Мервина Блейка». Во второй половине 1930-х годов здание вновь привлекло внимание архитекторов, осуществлявших сталинскую реконструкцию Москвы. Алексей Щусев проектировал квартал Академии наук к северу от Крымского Вала, а Александр Власов переустраивал парк Горького по классическим образцам. Два комплекса объединяла общая планировочная ось, на которой Власов разбил партер регулярного парка. Здесь появились каменные бассейны и фонтаны (1935), благоустроенная Пушкинская набережная (1937), а на Садовом кольце — новый Крымский мост, построенный почти вплотную к зданию администрации (1938). Мост перегородил проходы в парк, что потребовало устройства нового главного входа. Утилитарное постконструктивистское здание администрации не вписывалась в планы архитекторов: Власов предлагал либо снести его, либо перелицевать в классической стилистике. До начала войны ни одно из этих предложений не было утверждено. Щусев успел заложить на Крымском Валу музейный корпус Академии наук; летом 1941 года работы были остановлены и более не возобновлялись. В 1960—1980-е годы на пустовавшей стройплощадке Академии возвели Центральный дом художника и разбили парк.
В 1941—1942 годы парк подвергался разрушительным воздушным бомбардировкам. Главный павильон выставки 1923 года был уничтожен, пострадали фонтаны и скульптуры, а в 1942 году бомба попала в здание администрации. Зрительный зал кинотеатра был полностью разрушен, железобетонный каркас и внешние стены устояли. В том же 1942 году к югу от здания был выстроен деревянный павильон для трофейной техники по проекту Щусева, а с 22 июня 1943 года по 1 октября 1948 года в парке действовала платная выставка трофейного вооружения. Проект выставки, занявшей треть территории парка, выполнила бригада Льва Руднева, Виктора Асса и Владимира Мунца. Ядром экспозиции служил щусевский трофейный павильон, а вход располагался на набережной, у здания администрации. Глухую стену бывшего кинозала украсили рельефными знамёнами и шрифтовой надписью-вывеской, но до запланированной реконструкции кинотеатра дело не дошло.
Послевоенное восстановление парка Горького ограничилось первоочередными ремонтами и постройкой колоннады главного входа по проекту Георгия Щуко и Ассена Спасова. C началом борьбы с архитектурными «излишествами» реконструкция входной части парка прервалась, что, вероятно, уберегло здание администрации от сноса или очередной перестройки. С 1960-х годов оно неуклонно ветшало. На руинах кинотеатра выросли взрослые деревья, а из двух уцелевших крыльев действовало только одно. В середине 1970-х, по мере выхода из строя завезённых в 1971 году аттракционов, начал угасать и сам парк. В 1981 году часть здания занял клуб любителей бега, а в начале 1990-х в него пришли арендаторы-коммерсанты. За несколько лет оно, поделенное перегородками на офисы и магазины, стало типичным коммерческим муравейником своего времени.
В 2011 году новый директор парка Сергей Капков предлагал снести северную часть здания, чтобы освободить место для дорожной развязки у Крымского моста, но это предположение было отвергнуто как бесперспективное. В 2012—2018 годы южное крыло здания было реконструировано под офис музея «Гараж». В ходе работ были раскрыты ранее заложенные окна и заменён деревянный каркас кровли, пострадавший при бомбардировке 1942 года. Центральная, разбомбленная часть здания оставалась без кровли; по настоянию «Гаража» здесь лишь проредили сорную растительность.

## Снос здания

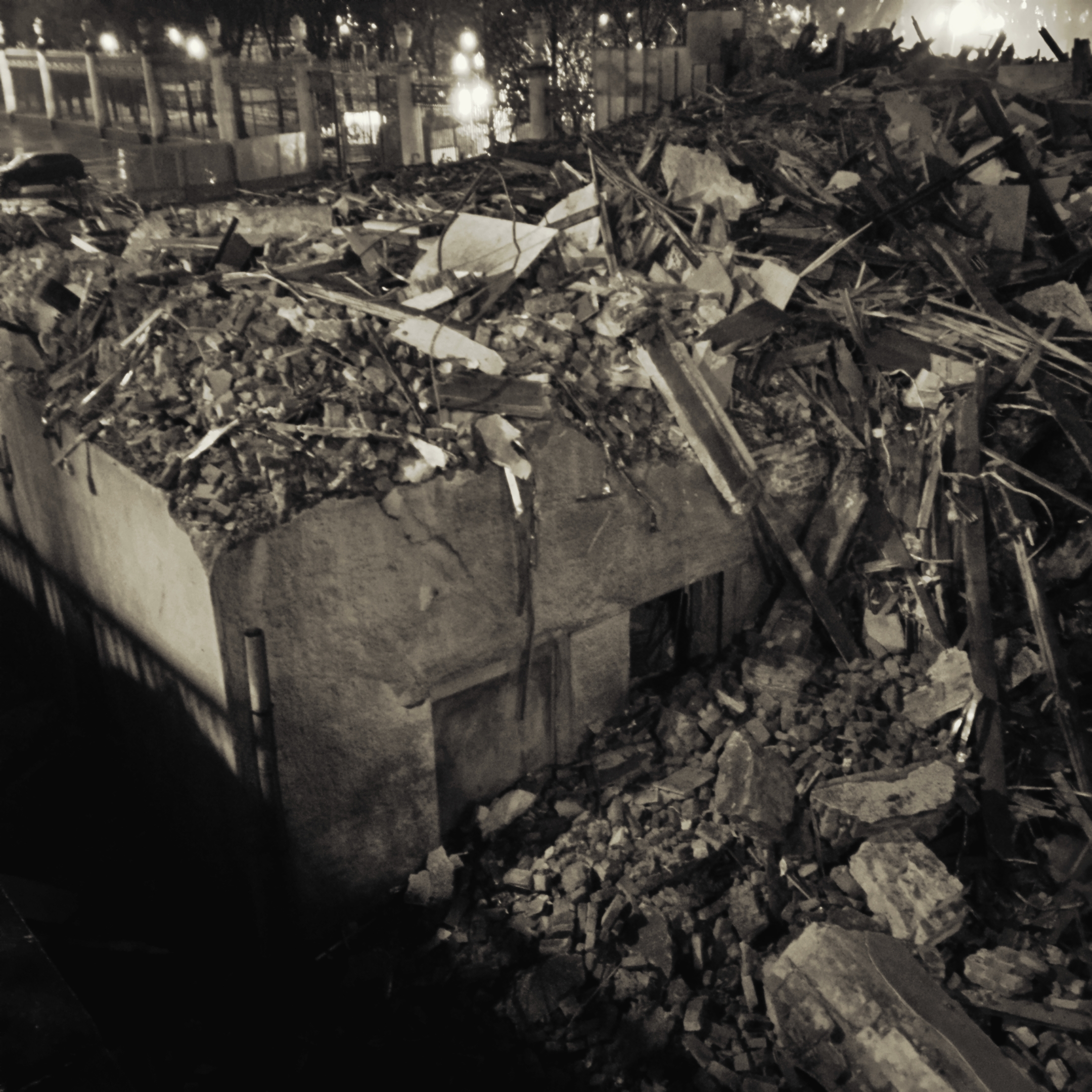
Вид с Крымского Моста на здание администрации в процессе сноса, 16 января 2025 года

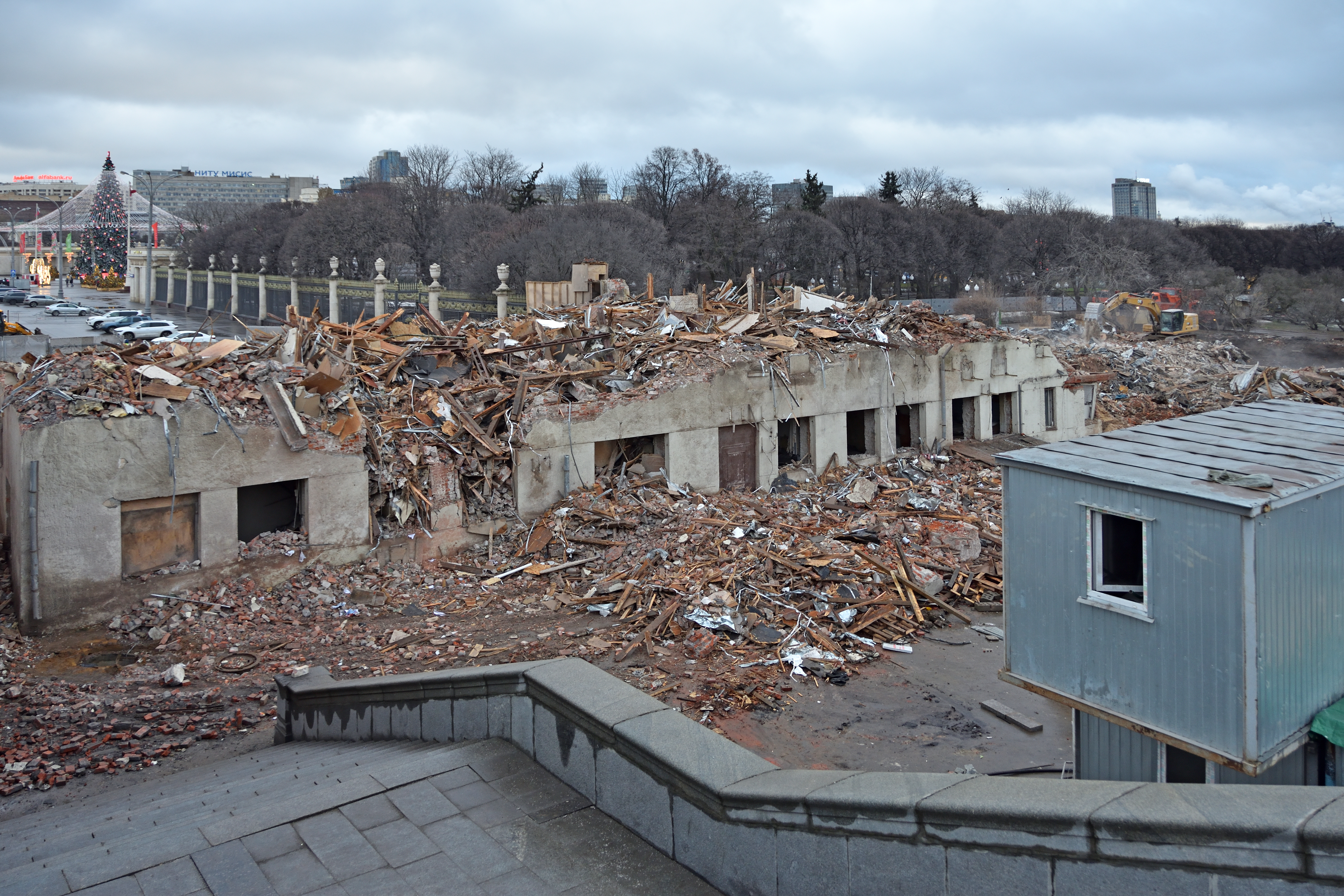
Вид на здание оттуда же 2 дня спустя, 18 января 2025 года

В январе 2025 года начался снос здания. На сайте мэрии сообщили о признании места, которое оно занимало, «потенциально опасным», а также о планах строительства вместо здания администрации нового общественного пространства с расширенным выходом на Крымскую набережную.
Одной из основных причин демонтажа стало значительное повреждение части несущих конструкций и самого здания. <...> Например, из-за трещин в несущих конструкциях стены не просыхали и оставались влажными, гнили деревянные перекрытия, разрушались колонны.портал Mos.ru, 
Снос здания был встречен критикой: так, по словам The Art Newspaper, несмотря на статус градоформирующего объекта, общественные слушания и дискуссии о судьбе здания инициированы не были; градозащитникам было трижды отказано в ходатайствах о признании его памятником архитектуры. Проект нового сооружения на месте прежнего также был скептически воспринят профессиональным сообществом. Портал Archi.ru предположил, что у населения может возникнуть «когнитивный диссонанс» от практики сноса оригинального здания эпохи конструктивизма с «сохранением духа конструктивизма» в новой постройке.
<...> а теперь взялись за авангард и модернизм, собираются заменять настоящий на тот, который лучше, прочнее, новее.Юлия Тарабарина, издание «Архи.ру»
Издание Smart Power Journal сообщило, что «уничтожение здания <...> потрясло градозащитное и архитектурное сообщества».